# علی‌محمدی (تنگستان)
علی‌محمدی، روستایی است از توابع بخش مرکزی شهرستان تنگستان استان بوشهر ایران.

## جمعیت
این روستا در دهستان باغک قرار داشته و بر اساس سرشماری سال ۱۳۸۵ جمعیت آن ۴۹نفر (۱۲خانوار) بوده‌است.